# Гаврилов, Валентин Александрович (спортсмен)
Валенти́н Алекса́ндрович Гаври́лов (26 июля 1946, Москва — 23 декабря 2003, Москва) — советский легкоатлет, бронзовый призёр Олимпийских игр. Заслуженный мастер спорта СССР (1970).

## Биография

### Спортсмен
На Олимпиаде в Мехико в 1968 году завоевал бронзовую медаль в прыжках в высоту, уступив американцам Эду Кэрутерсу и Дику Фосбери.
Победитель чемпионата Европы, чемпионатов Европы в помещении и Универсиады.
Трёхкратный чемпион СССР в 1965, 1967 и 1969 годах.

### Тренер
Ученики:
- Леонид Пумалайнен;
- Алексей Емелин;
- Олег Урмакаев (консультировал);
- Игорь Иванов[3].

### После спорта
С 1991 года работал на Филиппинах, потом в Малайзии; последний контракт в Катаре был разорван меньше чем через два года, и Валентин Гаврилов вернулся в Москву незадолго до смерти 23 декабря 2003 года.

## Результаты

### Соревнования
квалификация
| Год             | Соревнование                   | Город                 | Дата            | Результат       | Место           | Видео           |
| Прыжки в высоту | Прыжки в высоту                | Прыжки в высоту       | Прыжки в высоту | Прыжки в высоту | Прыжки в высоту | Прыжки в высоту |
| --------------- | ------------------------------ | --------------------- | --------------- | --------------- | --------------- | --------------- |
| 1966            | Чемпионат Европы               | Будапешт              | 31 августа      | 2,03 м Q        |                 |                 |
| 1966            | Чемпионат Европы               | Будапешт              | 1 сентября      | 2,06 м          | 7               |                 |
| 1967            | Кубок Европы                   | Стокгольм (полуфинал) | 22—23 июля      | 2,15            | 2               |                 |
| 1967            | Кубок Европы                   | Киев (финал)          | 16 сентября     | 2,09            | I               |                 |
| 1968            | Чемпионат Европы (в помещении) | Мадрид                | 10 марта        | 2,17            | II              |                 |
| 1969            | Чемпионат Европы (в помещении) | Белград               | 9 марта         | 2,17            | I               |                 |
| 1969            | Чемпионат Европы               | Афины                 | 18 сентября     | 2,11 м Q        |                 |                 |
| 1969            | Чемпионат Европы               | Афины                 | 19 сентября     | 2,17 м          | I               |                 |
| 1970            | Чемпионат Европы (в помещении) | Вена                  | 15 марта        | 2,20 м          | I               |                 |
| 1970            | Универсиада                    | Турин                 | 5 сентября      | 2,00 м Q        |                 |                 |
| 1970            | Универсиада                    | Турин                 | 6 сентября      | 2,18 м          | I               |                 |
| 1971            | Чемпионат Европы               | Хельсинки             | 13 августа      | 2,12 м Q        |                 |                 |
| 1971            | Чемпионат Европы               | Хельсинки             | 14 августа      | 2,11 м          | 10              |                 |
| 1973            | Универсиада                    | Москва                | 18 августа      | 2,05 м Q        |                 |                 |
| 1973            | Универсиада                    | Москва                | 20 августа      | 2,15 м          | III             |                 |
| 1974            | Чемпионат Европы (в помещении) | Гётеборг              | 9 марта         | 2,14 м          | 14              |                 |

| Год  | Матч       | Город        | Дата    | Результат | Место | Видео |
| ---- | ---------- | ------------ | ------- | --------- | ----- | ----- |
| 1969 | СССР — США | Лос-Анджелес | 19 июля | 2,21 м PB | 1     |       |
| 1971 | СССР — США | Беркли       | 3 июля  | 2,18 м    | 4     |       |